# Đánh giá người Việt Nam
Đánh giá người Việt Nam là những đánh giá và nhận xét về tư duy, tính cách, tâm lý và tập quán của người Việt Nam qua các thời kỳ khác nhau đã được một số học giả trong và ngoài nước đưa ra trong các tác phẩm báo chí, tác phẩm văn học, các tiểu luận hay các công trình nghiên cứu xã hội học và dân tộc học. Các đánh giá này được nêu ra tại những thời điểm lịch sử khác nhau, bắt đầu từ đầu thế kỷ XX, trong đó có một phần đáng kể về vai trò và tính hai mặt, ưu và nhược điểm của tư duy, tính cách, thói quen, tập quán người Việt trong tiến trình phát triển của dân tộc. Các tổng kết dựa trên các nghiên cứu còn một số khác là nhận định cá nhân hay suy diễn logic của các học giả nổi tiếng. Tính hai mặt của người Việt Nam đã được đa số các học giả thừa nhận và khẳng định trong các công trình nghiên cứu về tâm lý, văn hóa, xã hội và lịch sử dân tộc. Những đặc điểm phổ biến trong tính cách, tâm lý và tập quán của người Việt mà các tác giả đã chỉ ra cũng không bất biến mà thay đổi theo sự thay đổi của những điều kiện xã hội cùng với sự giao lưu kinh tế, văn hóa, tư tưởng, học thuật với thế giới.

## Lịch sử

### Trước thế kỷ 20

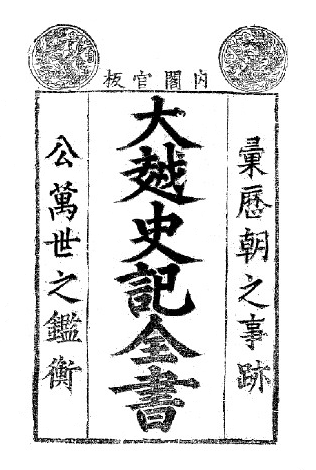
Trang đầu tiên cuốn Đại Việt sử ký toàn thư.

Trong sách "Đại Việt sử ký toàn thư" đã có ghi chép về đặc điểm tính cách của người Việt. Đến thời kỳ Trịnh – Nguyễn phân tranh, các thương nhân phương Tây và các nhà truyền đạo Công giáo đã bắt đầu ghi chép về tính cách con người Việt. Đơn cử như trong sách Xứ Đàng Trong năm 1621 của tác giả người Ý Cristoforo Borri, ông đã có lời nhận xét và miêu tả về tính khí con người xứ Đàng Trong.
Tới thời nhà Nguyễn, các sách do triều đình biên soạn như "Đại Nam thực lục", "Việt sử thông giám cương mục" cũng có ghi chép về đặc điểm tính cách của người Việt.

### Thời Pháp thuộc
Nghiên cứu về đặc điểm tính cách thói quen của người Việt đã được các học giả phương Tây, đặc biệt là Pháp thực hiện từ khi thực dân Pháp bảo hộ An Nam. Tự phán và tự trào tính cách của dân tộc thì phải nói đến một nhân vật nổi danh trên trường văn học và báo chí là Nguyễn Văn Vĩnh (1882-1936) ở đầu thế kỷ 20. Khi còn bình bút cho tờ báo Quốc ngữ ra đời sớm nhất ở Bắc Kỳ "Đăng cổ tùng báo" (1907) Nguyễn Văn Vĩnh dưới bút danh giả nữ là Đào Thị Loan đã viết những bài phê phán mạnh mẽ những thói hư tật xấu như tục đốt vàng mã, thói hư danh, nạn cờ bạc,... Đến khi trở thành chủ bút tờ "Đông Dương Tạp chí" trong hai năm 1913 và 1914, ông mở một chuyên mục mang tên là "Xét tật mình" lấy cảm hứng từ một câu của văn hào Pháp Emile Zola: "Nói hết, để biết hết, để chữa hết" (Tout dire pour tout connaitre, pour tout guérir) và giải thích thêm rằng: "Các nết xấu, các hủ tục của người Việt Nam ta, cần nói hết ra, đừng có giấu giếm, ai cũng biết thì mới sửa được. Luân lý là phải dạy người ta biết gốc rễ điều ác để tự nguyện tránh, mầm mống điều thiện để tự giác làm điều thiện".
Nghiên cứu tính cách của con người Việt Nam dưới góc độ văn hóa được thể hiện trong các công trình nghiên cứu như "Việt Nam phong tục" (1915) của Phan Kế Bính, "Việt Nam văn hóa sử cương" (1938) của Đào Duy Anh, "Văn minh nước Nam" (1944) của Nguyễn Văn Huyên, Nhất Thanh Vũ Văn Khiếu trong cuốn Đất Lề Quê Thói (Phong Tục Việt Nam) cũng có những nhận xét về tính cách và phong tục người Việt. Các học giả nổi tiếng như Phạm Quỳnh, Phan Khôi, Ngô Đức Kế,Trần Trọng Kim... cũng như những nhà cách mạng hàng đầu như Phan Châu Trinh, Phan Bội Châu đều có những nhận xét về tính cách người Việt. Những nhận xét này đã được tập hợp lại và xuất bản trong sách "Người xưa cảnh tỉnh" (2019). Các học giả Pháp cũng có những nghiên cứu về người Việt như "Tâm lý dân tộc An Nam" của Paul Giran, "Người Nông Dân Châu Thổ Bắc Kỳ" của Pierre Gourou,...

### Sau năm 1945
Nghiên cứu tính cách của con người Việt Nam dưới góc độ khoa học lịch sử có công trình "Xã thôn Việt Nam" (1959) và "Tìm hiểu tính cách dân tộc" (1963) của Nguyễn Hồng Phong.
Nghiên cứu tính cách của con người Việt Nam dưới góc độ tâm lý học có các công trình nghiên cứu của Đỗ Long, Vũ Dũng, Phạm Minh Hạc như "Những nghiên cứu tâm lý học" (2007) của Đỗ Long, "Tâm lý người Việt Nam đi vào công nghiệp hóa, hiện đại hóa - Những điều cần khắc phục" (2004) của tập thể tác giả hội viên Hội khoa học Tâm lý - Giáo dục học Việt Nam do Phạm Minh Hạc chủ biên.
Tiếp cận giá trị truyền thống của dân tộc và nghiên cứu tính cách của con người Việt Nam dưới góc độ giá trị học có tác phẩm "Về giá trị và giá trị châu Á" (2005) của Hồ Sỹ Quý, "Giá trị tinh thần truyền thống của dân tộc Việt Nam" (1980) của Trần Văn Giàu.
Nghiên cứu văn hóa Việt Nam có "Tìm về bản sắc văn hóa Việt Nam" (1996), của Trần Ngọc Thêm, "Việt Nam - văn hóa và con người" của Nguyễn Đắc Hưng.
Tính cách của con người Việt Nam còn là đề tài của nhiều bài viết trên các báo và tạp chí.
Về nhược điểm của người Việt, ở ngoài Việt Nam, gần đây có cuốn "Tổ quốc ăn năn" (2001) của ông Nguyễn Gia Kiểng và cuốn "Văn Hóa trì trệ nhìn từ Hà Nội Đầu Thế Kỷ 21" (2001) của Lê Thị Huệ nêu lên nhiều khuyết điểm của người Việt. Nhà phê bình văn học Vương Trí Nhàn có một cuốn sách nhan đề "Người Việt xấu xí" nói về thói quen và tính xấu của người Việt. Nhà xuất bản Thanh niên cũng xuất bản sách "Người Việt - Phẩm chất và thói hư tật xấu" (2009) của nhiều tác giả.

## Đặc điểm chung
Trong tính cách nói chung của con người Việt Nam và trong từng nét tính cách nói riêng đều ẩn chứa tính hai mặt, cái tốt và cái xấu, giá trị và phản giá trị. Một số tác giả cho rằng con người Việt Nam có những nét tính cách truyền thống như lòng yêu nước, tinh thần đoàn kết, coi trọng tình nghĩa, cần cù, hiếu học đã tạo nên lịch sử đặc trưng của Việt Nam. Có quan điểm cho rằng chủ nghĩa yêu nước là sợi chỉ đỏ xuyên suốt toàn bộ lịch sử Việt Nam từ cổ đại đến hiện đại. Lịch sử Việt Nam cho thấy sức sống của người Việt, sức chịu đựng, khả năng thích nghi với hoàn cảnh và vượt qua nghịch cảnh để tồn tại và phát triển. Nhờ phẩm chất đó mà người Việt vẫn còn tồn tại như là một dân tộc có một quốc gia độc lập cho đến ngày nay trong khi nhiều dân tộc khác ở Châu Á đã bị đồng hóa hay không duy trì nổi nhà nước của họ. Người Việt cũng thiếu kinh nghiệm quan hệ với thế giới bên ngoài, quen sống co lại, ít có khao khát ra thế giới, tìm hiểu thế giới. Tuy nhiên người Việt cũng có ưu điểm là thích nghi nhanh, học nhanh nhưng hời hợt, dễ dãi chứ không phải tiếp nhận ở bề sâu văn hóa.
Ngoài ra, thái độ coi trọng cộng đồng cũng là tính cách truyền thống đặc trưng của con người Việt Nam. Mặc dù tính cộng đồng cao là một nét tính cách của con người Việt Nam có chứa đựng nhiều giá trị, song bên cạnh đó cũng có nhiều mặt hạn chế. Cộng đồng được đề cao quá mức đã ức chế sự phát triển cá tính, kìm hãm sự phát triển cá nhân vì cộng đồng không chấp nhận cá nhân đứng ngoài cộng đồng và cá tính không phù hợp với "luật bầy đàn" của cộng đồng. Bên cạnh coi trọng cộng đồng, người Việt còn rất coi trọng tình nghĩa.
Bên cạnh đó, người Việt được cho là cần cù lao động và biết tiết kiệm, cộng với tinh thần hiếu học, bản chất thông minh, dễ tiếp thu và một nền giáo dục có truyền thống cả ngàn năm. Người Việt Nam xem giáo dục cao hơn sự giàu có và thành công và là trụ cột của văn hóa. Nhưng giáo sư Trần Ngọc Thêm lại nhận xét ở người Việt cần cù là huyền thoại, hiếu học là ngộ nhận.
Tuy nhiên, tính cách người Việt có một số đặc điểm làm ảnh hưởng đến sự phát triển của Việt Nam, làm xấu đi hình ảnh của người Việt nói chung gây nên nhiều hạn chế trong giao lưu kinh tế - văn hóa, nhất là khi Việt Nam đang trên đường hội nhập sâu hơn với thế giới. Những thói hư tật xấu này phản ánh trình độ sống, trình độ làm người của người Việt. Chính vì vậy khi trình độ trí tuệ và đạo đức của người Việt được nâng cao theo thời gian thì những thói hư tật xấu sẽ ngày càng ít phổ biến trong xã hội.

## Theo địa phương
Sách Xứ Đàng Trong năm 1621 của thương gia người Ý Cristoforo Borri, có ghi chép về đặc tính của người Việt ở Đàng Trong như sau:
1. Dịu dàng và lịch thiệp
2. Trọng khách, giản dị,
3. Đoàn kết, thành thật với nhau
4. Hay chia sẻ, quảng đại
5. Yêu thích và dễ tiếp thu văn hóa nước ngoài

Tác giả Peter G. Bourne trong cuốn sách tựa đề Men, stress, and Vietnam xuất bản năm 1970 có đánh giá về ưu điểm khiến người miền Bắc chiếm nhiều vị trí quan trọng trong chính quyền Sài Gòn gồm
1. Làm việc chăm chỉ,
2. Có tính kiên trì,
3. Luôn mong muốn vượt lên phía trước.

Ông Mai Thanh Thế đánh giá người Nam Bộ có những ưu điểm là: yêu nước, khí phách, hào hiệp, dân chủ, thực tế, năng động, sáng tạo, ứng biến, tự do, tự chủ, mạo hiểm, cởi mở, xả thân vì nghĩa, cần cù.

## Đánh giá trong nước

### Tính cách
Theo sử gia Trần Trọng Kim, về trí tuệ và tính cách, người Việt có cả tính tốt lẫn tính xấu. Về tính tốt, người Việt "có trí tuệ minh mẫn, học nhanh, khéo tay, sáng dạ, nhớ lâu, hiếu học, coi trọng học thức, quý sự lễ phép, mến điều đạo đức,... nhưng bên cạnh những tính tốt, người Việt vẫn có tính tinh vặt, quỷ quyệt, đôi khi bài bác, chế nhạo. Ngoài ra, người Việt mặc dù bình thường nhút nhát, chuộng hòa bình, nhưng khi chiến đấu vẫn có can đảm và giữ kỷ luật". Đồng tình với các nhận định trên, Lương Đức Thiệp cho rằng về tính chất tinh thần thì người Việt phần nhiều thông minh, nhưng hiếm người lỗi lạc. Bên cạnh đó, trí thông minh không có chỗ dùng thuận tiện thường tạo điều kiện cho thói tinh vặt. Liên hệ với đức tính hiếu học, Thiệp khẳng định "người Việt Nam hiếu học không phải vì khát hiểu biết mà chỉ vì mong một địa vị ưu thắng trong xã hội. Học đối với người Việt không phải để thỏa mãn một khát khao trí tuệ, mà chính là để làm kế mưu sinh".
Trong Chương thứ năm trong Việt Nam quốc sử khảo mang tên Sự thịnh suy của dân quyền và dân trí của nước ta, Phan Bội Châu nhận định người Việt có năm "cái ngu", đó là "hay nghi kỵ lẫn nhau", "tôn sùng những điều xa hoa vô ích, bỏ bễ những sự nghiệp đáng làm", "chỉ biết lợi mình mà không biết hợp quần", "thương tiếc của riêng, không tưởng đến việc ích chung" và "biết có thân mình nhà mình mà không biết có nước". Trong luận văn Pháp Việt Liên hiệp hậu chi tân Việt Nam, Phan Châu Trinh cho rằng người Việt có hai cặp đặc tính trái ngược nhau, đó là bài ngoại và ỷ ngoại, đi cùng với tự tôn và tự ti. Ông khẳng định hai đặc tính đó có sẵn trong tâm trí mỗi người, tùy thời mà bộc phát ra rồi trở nên cực đoan, lợi hại đều không thấy. Học giả Phạm Quỳnh nhận định người Việt có "thiên tính đồng hoá", tức là biết xem xét và bắt chước nhưng không triệt để vào chỗ tinh tuý. Ông cho rằng tính "dễ đồng hoá" đó không phải là cái tính tốt". Tương tự, thi sĩ Tản Đà trong bài "Mậu Thìn xuân cảm" đã cho rằng tuy trải qua bốn nghìn năm lịch sử nhưng dân tộc Việt "vẫn trẻ con".
Trong khi đó, bàn về những thói hư tật xấu thường thấy ở người Việt, Nguyễn Văn Vĩnh nhận xét người Việt có tính ỷ lại, "ăn gian nói dối", đa nghi, "đồng bóng", vay mượn kém sáng tạo, "đục nước béo cò", thói "gì cũng cười", tệ cờ bạc... Nhất Thanh Vũ Văn Khiếu trong cuốn Đất Lề Quê Thói (Phong Tục Việt Nam) cũng nhận xét người Việt phần đông ranh vặt, quỷ quyệt, "bộ tịch lễ phép mà hay khinh khi nhạo báng", "tâm địa nông nổi, khoác lác, hiếu danh...".

### Tinh thần làm việc
Hồ Chí Minh cũng có những tác phẩm cảnh báo về những thói hư tật xấu trong tầng lớp cán bộ như Sửa đổi lối làm việc (1947). Theo ông, cha đẻ của mọi thứ khuyết điểm là chủ nghĩa cá nhân. Bệnh tham lam, lười biếng, ba hoa, bè phái, địa phương chủ nghĩa, ham danh vị, quân phiệt, quan liêu, xa rời quần chúng, hẹp hòi, chuộng hình thức, lối làm việc bàn giấy, vô kỷ luật, ích kỷ, hủ hóa và nhiều đức tính xấu khác đều từ đó mà ra. Viết trong cuốn Tìm về bản sắc văn hóa Việt Nam, Trần Ngọc Thêm chỉ ra rằng đối với người Việt, khi đứng trước những khó khăn lớn, những nguy cơ đe dọa sự sống còn của cả cộng đồng thì cái nổi lên sẽ là tinh đoàn kết và tính tập thể; nhưng khi nguy cơ ấy qua rồi thì có thể là thói tư hữu và óc bè phái, địa phương lại nổi lên. Trong giao tiếp, khi thấy mình đang đứng trong cộng đồng quen thuộc thì tính thích giao tiếp nổi lên, còn khi vượt ra khỏi cộng đồng, đứng trước người lạ, thì tính rụt rè sẽ lấn át. Ngoài ra, Trần Ngọc Thêm có bàn luận về "tính nước đôi" của người Việt, vừa đoàn kết vừa ích kỷ, thường phát huy tác dụng tốt trong chiến tranh, và thể hiện mặt trái trong hòa bình. Viện trưởng Viện Văn hóa Nghệ thuật quốc gia Việt Nam Bùi Hoài Sơn cho rằng Tinh thần đoàn kết, tương thân, tương ái của người Việt chỉ xuất hiện trong những hoàn cảnh khó khăn, bần hàn còn trong điều kiện sống tốt hơn, giàu có hơn thì rất ít xuất hiện.
Bên cạnh đó, người Việt thì có triết lý vừa phải, "lắm thóc nhọc xay", "cầu sung vừa đủ xài" lại vừa không có thói quen coi trọng thời gian, coi thời giờ là "cao su". Chỉ khi thấy mình thua kém người xung quanh quá nhiều thì mới cố gắng, nhưng ngay khi thấy mình đã như mọi người rồi thì lại làm việc cầm chừng.

### Kinh tế và chính trị
Vương Trí Nhàn nhận định người Việt đang làm kinh tế bằng tư duy chiến tranh bất chấp cái giá của nó. Ông cho rằng cái xấu của người việt tựu trung lại là "gian và tham".. Người Việt nặng về bản năng và tự phát, ít lý trí, suy nghĩ, tầm nhìn của người Việt rất ngắn hạn, chỉ biết trước mắt, hiện tại. Ông cho rằng tâm lý và cách tư duy của người Việt mang tính tiểu nông, thiếu chính xác trong mọi thứ, thiếu khoa học, thiếu nghiên cứu, sống bộc phát hồn nhiên. Tác giả Nguyễn Thị Lan Phương nhận định người Việt có tư duy sản xuất nhỏ: tự phát, chủ yếu dựa vào kinh nghiệm, nghiêng về tình, yếu về lý, tư duy kinh tế mang tính thiển cận, thực dụng; tư duy tiểu nông vốn chỉ phù hợp với điều kiện sản xuất nông nghiệp nhỏ. Đồng tình với quan điểm trên, Bùi Hoài Sơn cho rằng lối tư duy và sản xuất tiểu nông của người Việt mang tính tùy tiện, manh mún. Trong khi đó, Đỗ Kiên Trung nêu ba điểm không tích cực trong tư duy người Việt đó là: tầm nhìn ngắn hạn, tư duy đám đông triệt tiêu tư tưởng cá nhân và sự lên ngôi của kinh nghiệm. Phạm Quý Thọ cho rằng nhiều người Việt thiếu sáng tạo vì sao chép nhiều quá. Nguyễn Lân Dũng nhận định Người Việt chưa hiểu đúng mặt tích cực của kinh tế thị trường, nhưng lại chịu những ảnh hưởng xấu của kinh tế thị trường. Lòng tham đẩy lùi nhân cách, làm xấu đi các mối quan hệ xã hội. Bên cạnh đó là sự hiếu danh, sính bằng cấp, đặc biệt là quan chức nhà nước. Nhiều người Việt hiện nay cũng coi nặng tiền tài hơn giáo dục.
Trần Đình Thiên, cho rằng Việt Nam chậm tiến là vì cấu trúc phát triển quá bền vững dựa trên con trâu, cái cày và con người hơn nữa phải đương đầu với nhiều cuộc chiến tranh cho nên luôn cảnh giác với những sự đổi mới bên ngoài. Theo ông người Việt cũng chưa có văn hóa tự chịu trách nhiệm mà thường đổ lỗi. Theo Nguyễn Hồi Loan, tính tôn ti trật tự dòng tộc đã dẫn tới mặt trái: tính gia trưởng, trọng nam khinh nữ, đặc biệt là tâm lý địa phương, cục bộ. Nông dân Việt Nam có thói quen dựa dẫm, ỷ lại tập thể, vào số đông. Người Việt cũng có tâm lý cào bằng, đố kỵ, không muốn ai hơn mình. Tâm lý sĩ diện trong đời sống người nông dân dẫn tới tính khoa trương, trọng hình thức. Người nông dân sẵn sàng chạy theo các thủ tục nặng nề, nghi lễ tốn kém trong cưới xin, ma chay, hội lễ... gây đói nghèo cho nhiều người dân. Ngày nay văn hóa làng xã không chỉ ở nông thôn mà còn ảnh hưởng tới đời sống đô thị, khiến đời sống đô thị Việt Nam phảng phất những nét phong cách của nông thôn.
Theo Giáo sư Nguyễn Lân Dũng, nhiều người Việt đang tự hạ thấp vị trí của mình xuống, việc gì cũng phải xin xỏ, cầu cạnh, không dám công khái tố cáo các hành động sai trái của những người có chức có quyền, biến mình thành hèn hạ, chịu khuất phục, làm ngơ trước mọi sai trái, mọi diễn biến xấu trong xã hội do đời sống xã hội thiếu dân chủ khiến cái xấu không được chỉ đích danh. Theo ông Vương Trí Nhàn điều quan trọng là tự nhận thức mình là người thế nào. Tất cả tương lai của dân tộc nằm trong hành động này. Tuy nhiên một trong những thói xấu của người Việt là rất sợ nói đến thói xấu của mình khiến cả xã hội đóng băng trong sự tự khen thưởng. Ngoài ra còn có không ít người mắc căn bệnh "cuồng địa vị". Điều này gắn liền với sự thiếu gương mẫu và thoái hoá của quan chức nhà nước các cấp do bộ máy nhà nước thiếu tin tưởng và ít trọng dụng người tài. Ông Nguyễn Gia Kiểng nhận xét nước Việt Nam đau khổ và nghèo nàn vì văn hóa Việt Nam thui chột còn tâm lý người Việt Nam bệnh hoạn.

## Đánh giá từ bên ngoài
Trong cuốn Sách Xứ Đàng Trong năm 1621 của thương gia người Ý Cristoforo Borri, ông cho rằng tính cách của người Việt ở Đàng Trong trái ngược với cách sống chân thật và rộng rãi hay cho của họ là tính nóng nảy và thói quen xin những thứ mình thấy đẹp, dù người có không muốn cho. Còn trong bài viết về người An Nam trong bách khoa toàn thư của Encyclopædia Britannica xuất bản năm 1911 nhận xét người An Nam tuy thích nhàn hạ nhưng chăm chỉ hơn những dân tộc láng giềng, biết kính trọng bề trên và cha mẹ, nhưng không chân thật và không có cảm xúc mạnh, có tình yêu quê hương, xóm làng. Điều đó khiến người Việt khó có thể ở xa nhà lâu ngày. Từ điển này liệt kê những thói hư của người Việt gồm cờ bạc, hút thuốc phiện, kiêu căng và giả dối.
Nhà truyền giáo người Ý Francesco Buzomi khen ngợi việc xã hội Việt Nam có tổ chức cao, người dân Việt Nam thừa hưởng những đức tính, phong tục "đáng khâm phục" là nhờ Khổng giáo. Cũng theo ông này, "người Việt không nghiêng về văn chương, tính tình không thâm hiểm như người Tàu. Họ không quá nghiêng về quân bị, tính tình không độc ác như người Nhật, dễ nghe, dễ tin và nhiều mê tín nhưng người dân Việt dễ nhận ra lẽ phải, không kiêu căng hay tự tin như người Tàu".
Theo Viện Nghiên cứu khoa học xã hội học Hoa Kỳ thì người Việt có 10 tố chất cơ bản sau:
1. Cần cù lao động song dễ thỏa mãn.
2. Thông minh, sáng tạo, song chỉ có tính chất đối phó, thiếu tầm tư duy dài hạn, chủ động.
3. Khéo léo, song không duy trì đến cùng (ít quan tâm đến sự hoàn thiện cuối cùng của sản phẩm).
4. Vừa thực tế, vừa mơ mộng, song lại không có ý thức nâng lên thành lý luận.
5. Ham học hỏi, có khả năng tiếp thu nhanh, song ít khi học đến nơi đến chốn nên kiến thức không hệ thống, mất cơ bản. Ngoài ra, người Việt học tập không phải chỉ vì kiến thức (nhỏ học vì gia đình, lớn lên học vì sĩ diện, vì kiếm công ăn việc làm, ít vì đam mê).
6. Hiếu khách song không bền.
7. Tiết kiệm, song nhiều khi hoang phí vì những mục tiêu vô bổ (sĩ diện, khoe khoang, thích hơn đời).
8. Có tinh thần đoàn kết, tương thân, tương ái, song hầu như chỉ trong những hoàn cảnh, trường hợp khó khăn, bần hàn, còn trong điều kiện sống tốt hơn, giàu có hơn thì tinh thần này rất ít xuất hiện.
9. Yêu hòa bình, nhẫn nhịn, song nhiều khi lại hiếu thắng vì những lý do tự ái, lặt vặt, để tiểu cục làm mất đại cục.
10. Thích tụ tập, nhưng lại thiếu tính liên kết để tạo ra sức mạnh (cùng một việc, một người làm thì tốt, ba người làm thì kém, bảy người làm thì hỏng).

Người Việt thiếu khả năng sáng tạo. Điều này thể hiện rõ trong các số liệu do các tổ chức quốc tế công bố. Năm 2012, Tổ chức Sở hữu trí tuệ toàn cầu (World Intellectual Property Organization –  WIPO thuộc Liên hiệp quốc) công bố chỉ số đổi mới và sáng tạo quốc gia, Việt Nam xếp thứ 76/141 nước, đứng  thứ 5 trong khu vực sau Singapore, Malaysia, Brunei, Thái Lan. Chỉ số đổi mới và sáng tạo của Việt Nam nhìn chung ở mức dưới trung bình. Số lượng ấn phẩm khoa học ở Việt Nam vào hàng thấp nhất trong khu vực: bằng 1/5 so với Thái Lan (14.594 bài trong cùng thời gian), 1/3 so với Malaysia (9742 bài), 1/14 so với Singapore (45.633 bài), thấp hơn cả Indonesia (4389 bài) và Philippines (3901 bài). Chính vì vậy đóng góp của người Việt cho thế giới rất ít. Trong bảng xếp hạng Chỉ số quốc gia tốt (Good Country Index) của Simon Anholt đánh giá mức đóng góp của các quốc gia cho thế giới, năm 2017 Việt Nam xếp hạng 128/163 nước. Các chỉ số như số lượng sinh viên học tập tại nước ngoài, số bài báo quốc tế, số xuất bản phẩm quốc tế, số bằng sáng chế của Việt Nam theo bảng xếp hạng này đều ở mức thấp hơn so với trung bình chung của thế giới.
Theo Marko Nikolic nhà văn người Serbia, sống ở Việt Nam từ 2014:"... Người Việt còn nhiều tính chất mà tôi ngưỡng mộ. Ví dụ, trong mắt tôi, người Việt có một tinh thần tích cực và lạc quan, biết yêu đời và giữ niềm tin vào cuộc sống bất luận họ gặp khó khăn gì trong đời sống. Dù hoàn cảnh nghèo khó, túng thiếu, gian nan đến đâu, người Việt biết giữ lòng nhiệt tình và giữ nụ cười trên mặt, không để suy sụp tinh thần, không mất đi niềm vui giản dị. Họ có thể chịu đựng một cách kiên cường, họ sở hữu một sức đề kháng đáng kinh ngạc, Paul Giran viết trong Tâm lý người An Nam. Dưới một khí hậu khắc nghiệt [...] họ chứng tỏ mình có những phẩm chất lớn lao về sự kiên trì. Ở thái cực khác, nền văn hóa của chúng tôi hay có xu hướng gọi đó là an phận, tức là một thái độ không thực sự tốt vì con người luôn luôn phải phấn đấu để thay đổi số phận và hoàn thiện hoàn cảnh. Cho nên chúng tôi thích nghi ngờ, xem xét lại tình hình, phê phán chính quyền và nắm vai trò chủ động trong việc xây dựng tương lai của mình. Và theo tôi, đây là một thái độ hữu ích mà cả người Việt cần nghĩ tới...""...Tuy nhiên, tôi có cảm giác người Việt vẫn chưa thực sự tự tin về mình, vẫn tự coi mình kém cỏi, lép vế về giá trị so với người phương Tây như đang mang mặc cảm, tự ti. Và đây là một điều rất đáng buồn. Tôi hay hỏi ý kiến của học sinh về tính cách người Việt và họ hay đưa ra những từ tiêu cực như bất lịch sự hay lười biếng. Hỏi về lịch sử Việt Nam thì họ lắc đầu, bảo chán như thể không muốn biết đến lịch sử nước mình. Chuyện văn học, điện ảnh cũng vậy: đa phần học sinh của tôi chỉ thích xem phim và đọc sách nước ngoài...."